# Sherilyn Fritz
Sherilyn Claire Fritz (geb. vor 1974) ist eine US-amerikanische Klimawissenschaftlerin. Sie ist Inhaberin der George-Holmes-University-Professur für Geo- und Atmosphärenwissenschaften an der University of Nebraska-Lincoln.

## Leben
Fritz promovierte an der University of Minnesota in Ökologie. Sie arbeitet heute an der Abteilung für Geo- und Atmosphärenwissenschaften der University of Nebraska-Lincoln.

## Wirken
Fritz forscht an der Schnittstelle von Geologie, Ökologie und Atmosphärenwissenschaften, wobei sich ihre Arbeit insbesondere auf die Wechselwirkung von Seen mit der Atmosphäre und der Landoberfläche konzentriert. Hierbei wendet sie die Kieselalgenanalyse auf Fragen der Umweltveränderung an.
Fritz geht davon aus, dass Initiativen wie das Übereinkommen von Paris zur Eindämmung der Auswirkungen der vom Menschen verursachten Erderhitzung „bei weitem nicht ausreichend“ sind, zugleich zeigt sie sich jedoch optimistisch, dass sich langsam eine zur Lösung des Problems erforderliche kritische Masse erzeugen lässt.
Im Jahr 2014 erhielt Fritz die Hans-Oeschger-Medaille „für ihren herausragenden Beitrag zur Rekonstruktion und zum Verständnis vergangener Dürreperioden in Nordamerika, vergangener hydrologischer Veränderungen in tropischen und gemäßigten Gebieten aufgrund von Seesedimenten und für ihre gründliche Herangehensweise bei der Entschlüsselung natürlicher Klimaauswirkungen durch vom Menschen verursachte Landschaftsveränderungen“.
2025 wurde Fritz zum Mitglied der National Academy of Sciences gewählt.

## Veröffentlichungen (Auswahl)
- Baker, P. A., Seltzer, G. O., Fritz, S. C., Dunbar, R. B., Grove, M. J., Tapia, P. M., ... & Broda, J. P. (2001). The history of South American tropical precipitation for the past 25,000 years. Science, 291(5504), 640–643. doi:10.1126/science.291.5504.640
- Fritz, S. C. (2008). Deciphering climatic history from lake sediments. Journal of Paleolimnology, 39(1), 5–16. doi:10.1007/s10933-007-9134-x
- Fritz, S. C., Baker, P. A., Lowenstein, T. K., Seltzer, G. O., Rigsby, C. A., Dwyer, G. S., ... & Luo, S. (2004). Hydrologic variation during the last 170,000 years in the southern hemisphere tropics of South America. Quaternary Research, 61(1), 95–104. doi:10.1016/j.yqres.2003.08.007